# Тревіс Гамонік
Тревіс Гамонік (англ. Travis Hamonic, нар. 16 серпня 1990, Сен-Мало) — канадський хокеїст, захисник клубу НХЛ «Калгарі Флеймс».

## Ігрова кар'єра
Хокейну кар'єру розпочав 2006 року на юніорському рівні виступами за «Вінніпег Сейнтс», а згодом за «Мус-Джо Воріорс» (ЗХЛ). У складі клубу з міста Мус-Джо провів чотири сезони, завершивши юніорський етап у клубі «Брендон Вет Кінгс».
2008 року був обраний на драфті НХЛ під 53-м загальним номером командою «Нью-Йорк Айлендерс».
26 травня 2010 уклав трирічний контракт з командою НХЛ «Нью-Йорк Айлендерс». Сезон 2010/11 між тим розпочав у фарм-клубі «Остров'ян» «Бриджпорт Саунд Тайгерс» (АХЛ). Наступний сезон Тревіс відіграв повністю в складі «Айлендерс». 
Через локаут на початку сезону 2012/13 захисник першу частину відіграв за «Бріджпорт Саунд Тайгерс», а після старту регулярної першості повернувся до «Айлендерс».
12 жовтня 2016 Гамонік був обраний помічником капітана.
24 червня 2017 Тревіс був проданий до «Калгарі Флеймс». 23 квітня 2018 року гравця номінували на Приз Кінга Кленсі.

## На рівні збірних
На юніорському рівні став чемпіоном світу 2008 року. У складі молодіжної збірної Канади виборов срібні нагороди на чемпіонаті світу 2010 року.

## Нагороди та досягнення
- Приз гравцю НХЛ за благодійність — 2017.

## Статистика

### Клубні виступи
| Сезон        | Клуб                      | Ліга         | Регулярний сезон | Регулярний сезон | Регулярний сезон | Регулярний сезон | Регулярний сезон | Плей-оф | Плей-оф | Плей-оф | Плей-оф | Плей-оф |
| Сезон        | Клуб                      | Ліга         | І                | Г                | П                | О                | ШХ               | І       | Г       | П       | О       | ШХ      |
| ------------ | ------------------------- | ------------ | ---------------- | ---------------- | ---------------- | ---------------- | ---------------- | ------- | ------- | ------- | ------- | ------- |
| 2006–07      | «Вінніпег Сейнтс»         | МЮХЛ         | 32               | 2                | 13               | 15               | 62               | —       | —       | —       | —       | —       |
| 2006–07      | «Мус-Джо Воріорс»         | ЗХЛ          | 22               | 0                | 3                | 3                | 39               | —       | —       | —       | —       | —       |
| 2007–08      | «Мус-Джо Воріорс»         | ЗХЛ          | 61               | 5                | 17               | 22               | 101              | 6       | 0       | 1       | 1       | 6       |
| 2008–09      | «Мус-Джо Воріорс»         | ЗХЛ          | 57               | 13               | 27               | 40               | 126              | —       | —       | —       | —       | —       |
| 2009–10      | «Мус-Джо Воріорс»         | ЗХЛ          | 31               | 10               | 29               | 39               | 48               | —       | —       | —       | —       | —       |
| 2009–10      | «Брендон Вет Кінгс»       | ЗХЛ          | 10               | 1                | 4                | 5                | 17               | 15      | 4       | 7       | 11      | 23      |
| 2010–11      | «Бриджпорт Саунд Тайгерс» | АХЛ          | 19               | 2                | 5                | 7                | 45               | —       | —       | —       | —       | —       |
| 2010–11      | «Нью-Йорк Айлендерс»      | НХЛ          | 62               | 5                | 21               | 26               | 103              | —       | —       | —       | —       | —       |
| 2011–12      | «Нью-Йорк Айлендерс»      | НХЛ          | 73               | 2                | 22               | 24               | 73               | —       | —       | —       | —       | —       |
| 2012–13      | «Бриджпорт Саунд Тайгерс» | АХЛ          | 21               | 4                | 6                | 10               | 37               | —       | —       | —       | —       | —       |
| 2012–13      | «Нью-Йорк Айлендерс»      | НХЛ          | 48               | 3                | 7                | 10               | 28               | 6       | 0       | 1       | 1       | 23      |
| 2013–14      | «Нью-Йорк Айлендерс»      | НХЛ          | 69               | 3                | 15               | 18               | 68               | —       | —       | —       | —       | —       |
| 2014–15      | «Нью-Йорк Айлендерс»      | НХЛ          | 71               | 5                | 28               | 33               | 85               | —       | —       | —       | —       | —       |
| 2015–16      | «Нью-Йорк Айлендерс»      | НХЛ          | 72               | 5                | 16               | 21               | 35               | 11      | 1       | 2       | 3       | 8       |
| 2016–17      | «Нью-Йорк Айлендерс»      | НХЛ          | 49               | 3                | 11               | 14               | 60               | —       | —       | —       | —       | —       |
| 2017–18      | «Калгарі Флеймс»          | НХЛ          | 74               | 1                | 10               | 11               | 79               | —       | —       | —       | —       | —       |
| 2018–19      | «Калгарі Флеймс»          | НХЛ          | 69               | 7                | 12               | 19               | 33               | 5       | 0       | 0       | 0       | 2       |
| Усього в НХЛ | Усього в НХЛ              | Усього в НХЛ | 587              | 34               | 142              | 176              | 564              | 22      | 1       | 3       | 4       | 33      |

### Збірна
| Рік              | Команда          | Турнір           | Місце            | І  | Г | П | О | ШХ |
| ---------------- | ---------------- | ---------------- | ---------------- | -- | - | - | - | -- |
| 2008             | Канада           | ЮЧС18            | 1                | 7  | 0 | 2 | 2 | 14 |
| 2010             | Канада           | МЧС              | 2                | 6  | 1 | 2 | 3 | 0  |
| Молодіжна збірна | Молодіжна збірна | Молодіжна збірна | Молодіжна збірна | 13 | 1 | 4 | 5 | 14 |